# Sudamericano de Rugby C 2018
El Sudamericano de Rugby C o Centroamericano de Rugby del 2018 fue la séptima edición del torneo de selecciones afiliadas a Sudamérica Rugby (SAR) de la división C jugado en agosto.
Este año, se jugó con solo 3 selecciones sin sede fija, con cada equipo disputando un partido de local y otro de visitante. En el triangular se presentaron, Panamá, la única que estuvo en la edición anterior, además volvieron Los Torogoces de El Salvador e hizo su debut el seleccionado de Honduras.

## Equipos participantes
- Selección de rugby de El Salvador (Los Torogoces)
- Selección de rugby de Honduras
- Selección de rugby de Panamá (Diablos Rojos)

## Posiciones
| Pos. | Equipo      | Encuentros | Encuentros | Encuentros | Encuentros | Tantos  | Tantos    | Tantos     | Puntos |
| Pos. | Equipo      | jugados    | ganados    | empatados  | perdidos   | a favor | en contra | diferencia | Puntos |
| ---- | ----------- | ---------- | ---------- | ---------- | ---------- | ------- | --------- | ---------- | ------ |
| 1    | Panamá      | 2          | 2          | 0          | 0          | 90      | 53        | + 37       | 6      |
| 2    | El Salvador | 1          | 1          | 0          | 1          | 53      | 75        | - 22       | 3      |
| 3    | Honduras    | 2          | 0          | 0          | 2          | 51      | 66        | - 15       | 0      |

Nota: Se otorgan 3 puntos al equipo que gane un partido, 1 al que empate y 0 al que pierda
|  | Campeón |

## Resultados

### Primera fecha
| 11 de agosto | Honduras | 27 - 39 | Panamá | Estadio Olímpico José Simón Azcona, Tegucigalpa, Honduras |  |
|              |          | Reporte |        |                                                           |  |

### Segunda fecha
| 18 de agosto 15:00 | El Salvador | 27 - 24 | Honduras | cancha de EMCGGB, San Salvador, El Salvador |                    |
|                    |             | Reporte |          | Árbitro(s): Patiño                          | Árbitro(s): Patiño |

### Tercera fecha
| 25 de agosto | Panamá | 51 - 26 | El Salvador | cancha de Rugby de Paraíso, Panamá, Panamá |  |
|              |        | Reporte |             |                                            |  |

| Bandera de Panamá |
| Campeón Panamá    |
| Primer título     |